# Zodion nigricorne
Zodion nigricorne är en tvåvingeart som beskrevs av Chen 1939. Zodion nigricorne ingår i släktet Zodion och familjen stekelflugor. Inga underarter finns listade i Catalogue of Life.